# Léontides
Les Léontides  (en grec ancien Λεωντίς) sont une des tribus attiques créées par les réformes de Clisthène. 

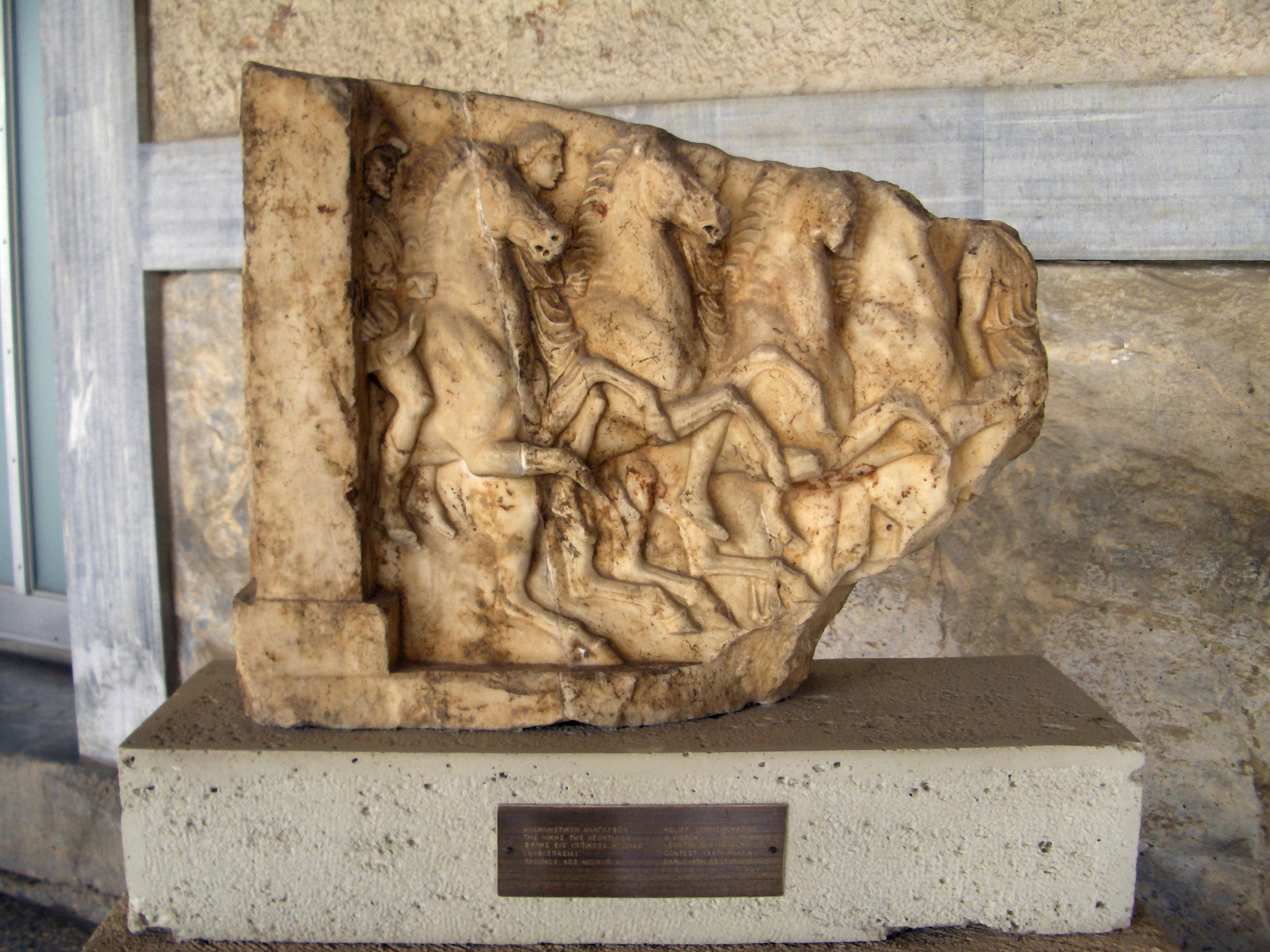
Relief commémorant la victoire de la tribu athénienne Léontides dans un concours de cavalerie. 4e siècle av. J.-C.Exposée le long du portique de la Stoa d'Attale, qui abrite le musée de l'Agora antique d'Athènes.

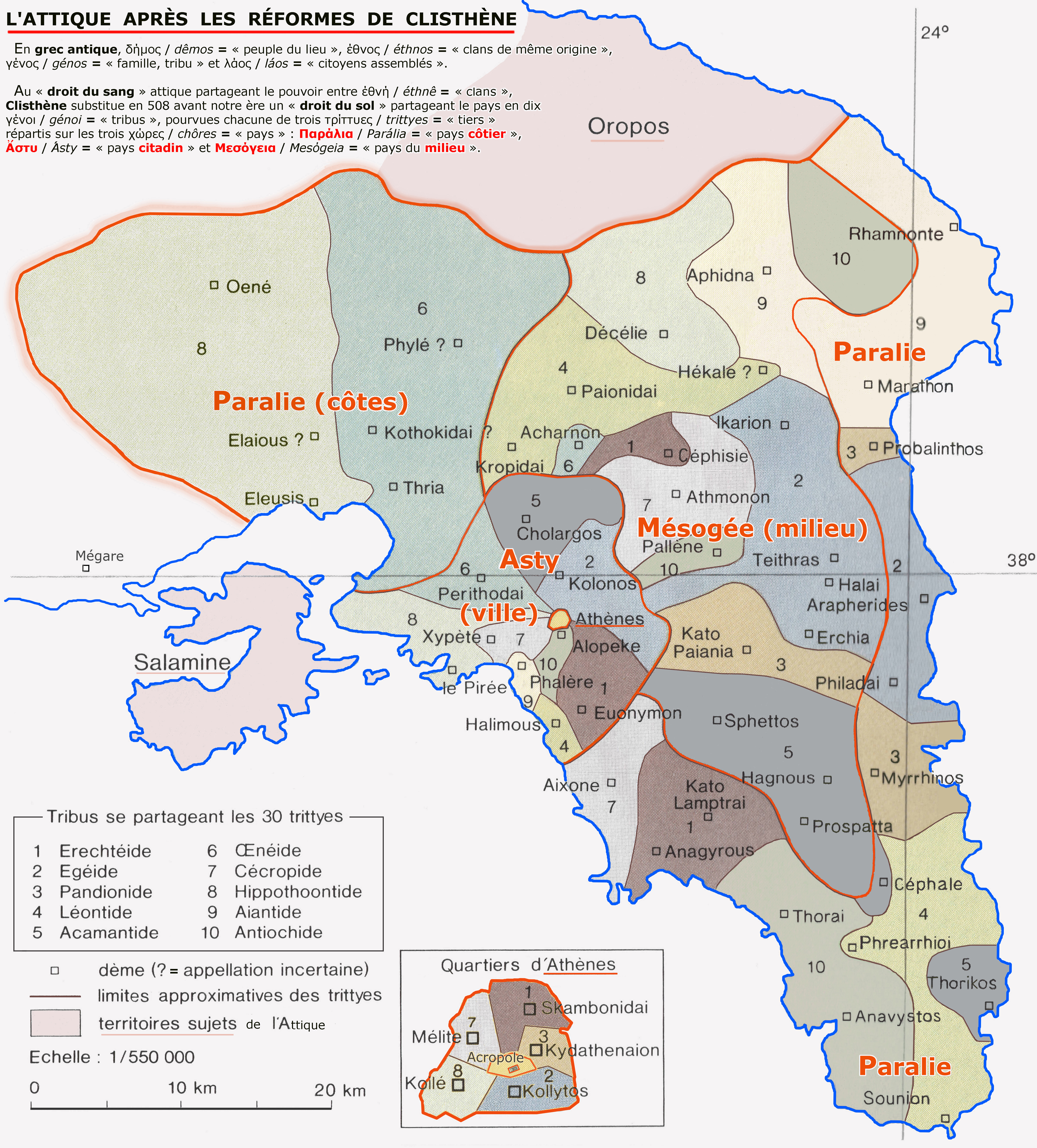
Organisation de l'Attique avec les dix "tribus", les trois "pays", les trente "trittyes" et les dèmes : les Léontides ont les trittyes vert-jaune numérotées 4.

Leur nom provient du légendaire héros athénien Léons.